# Gaylussacia brasiliensis
Gaylussacia brasiliensis är en ljungväxtart som först beskrevs av Spreng., och fick sitt nu gällande namn av Meissn. Gaylussacia brasiliensis ingår i släktet Gaylussacia och familjen ljungväxter.

## Underarter
Arten delas in i följande underarter:
- G. b. nervosa
- G. b. pubescens
- G. b. scabrida

## Bildgalleri

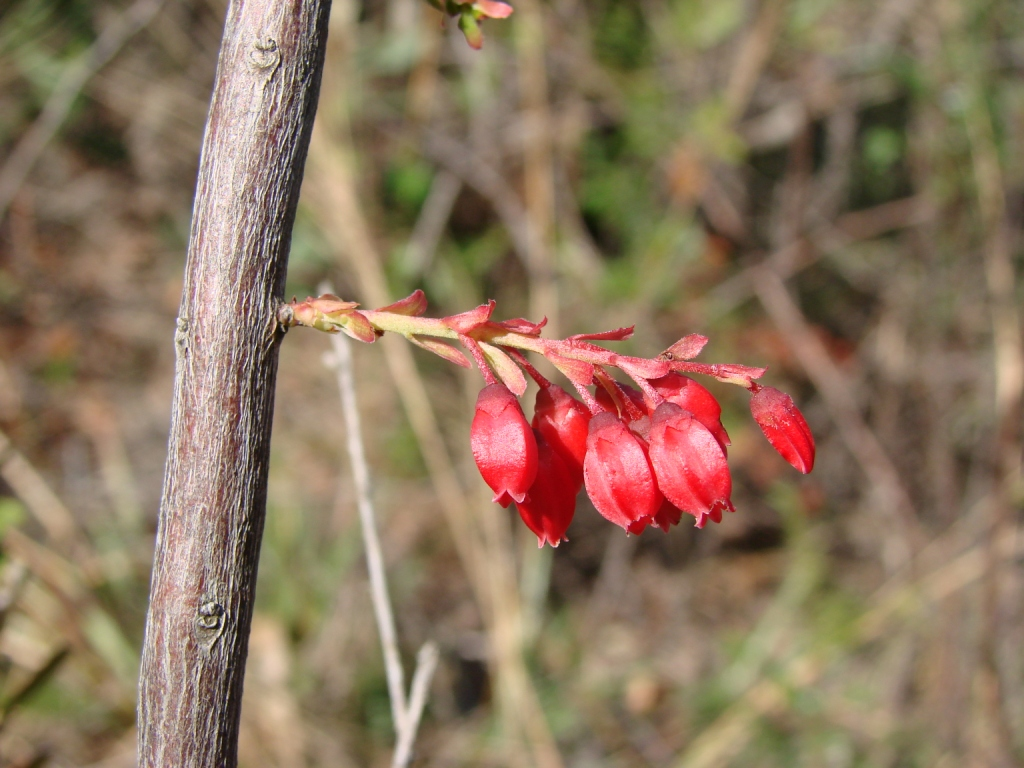
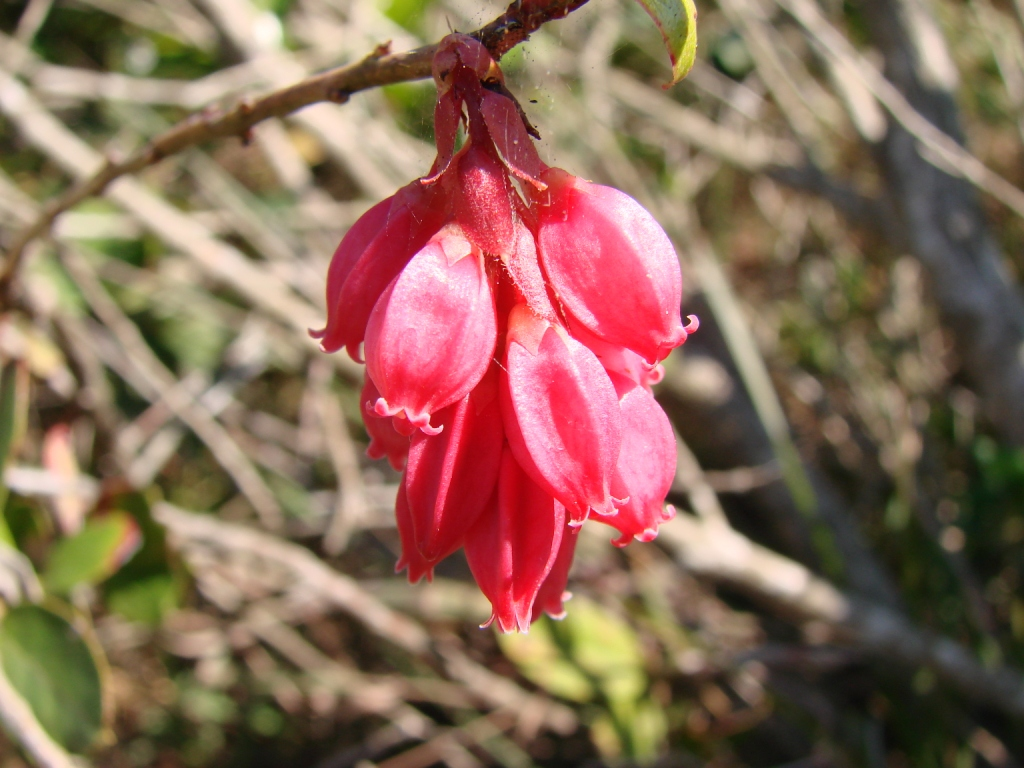
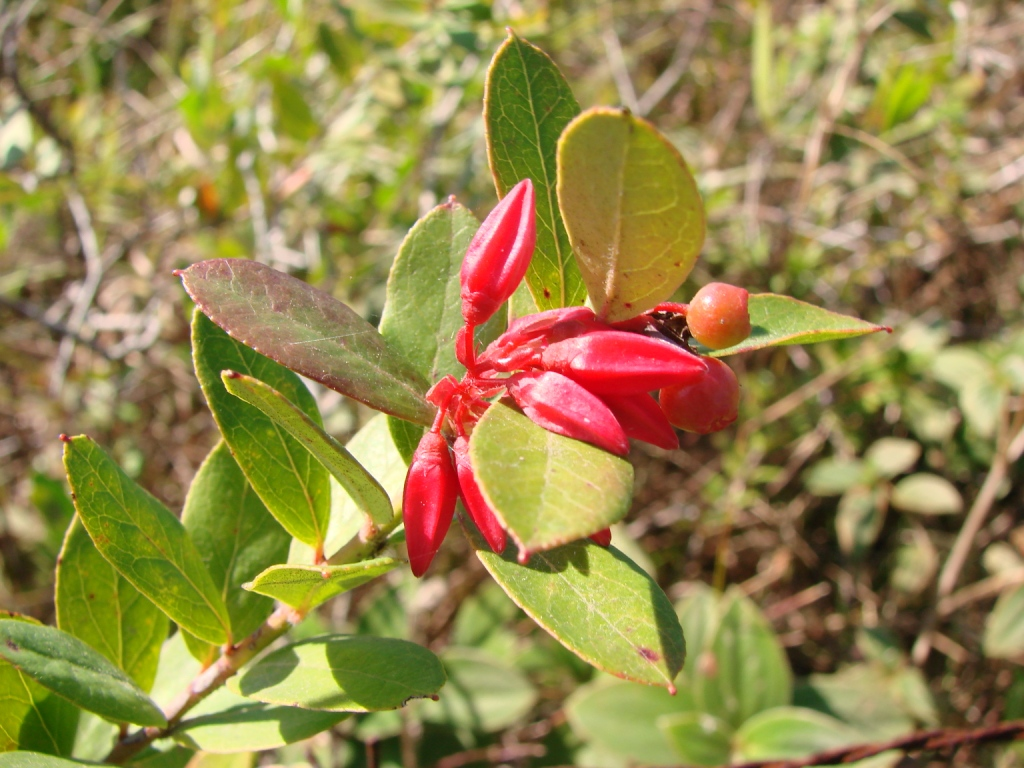
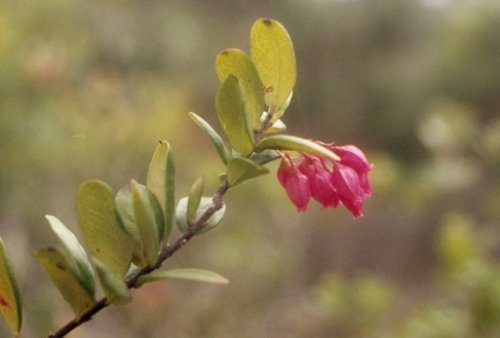
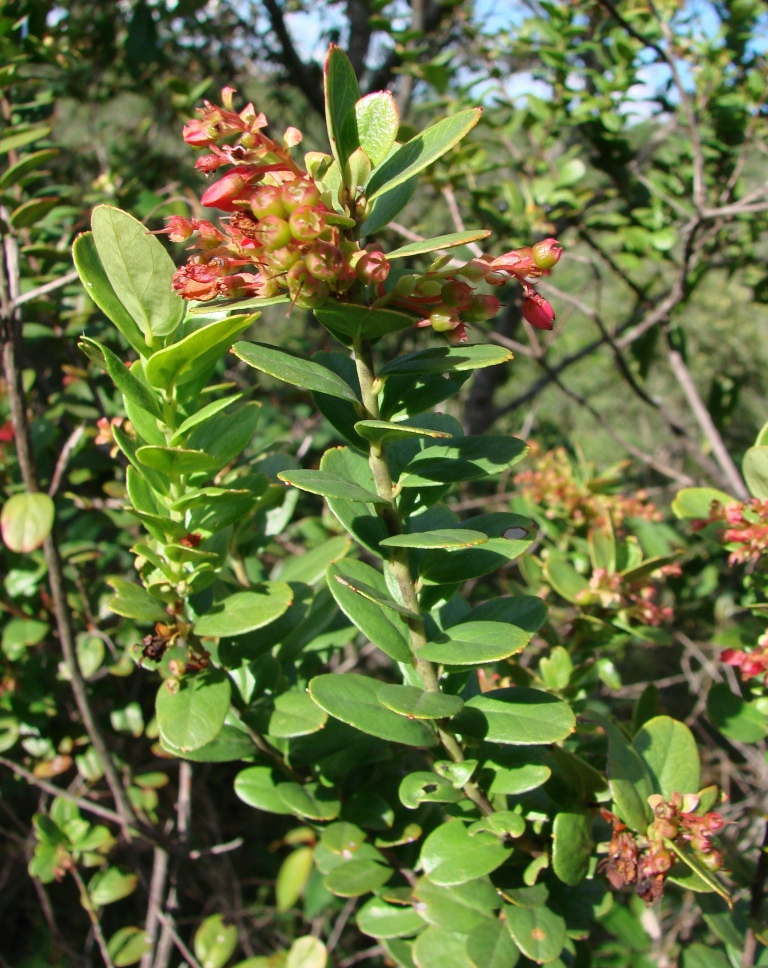
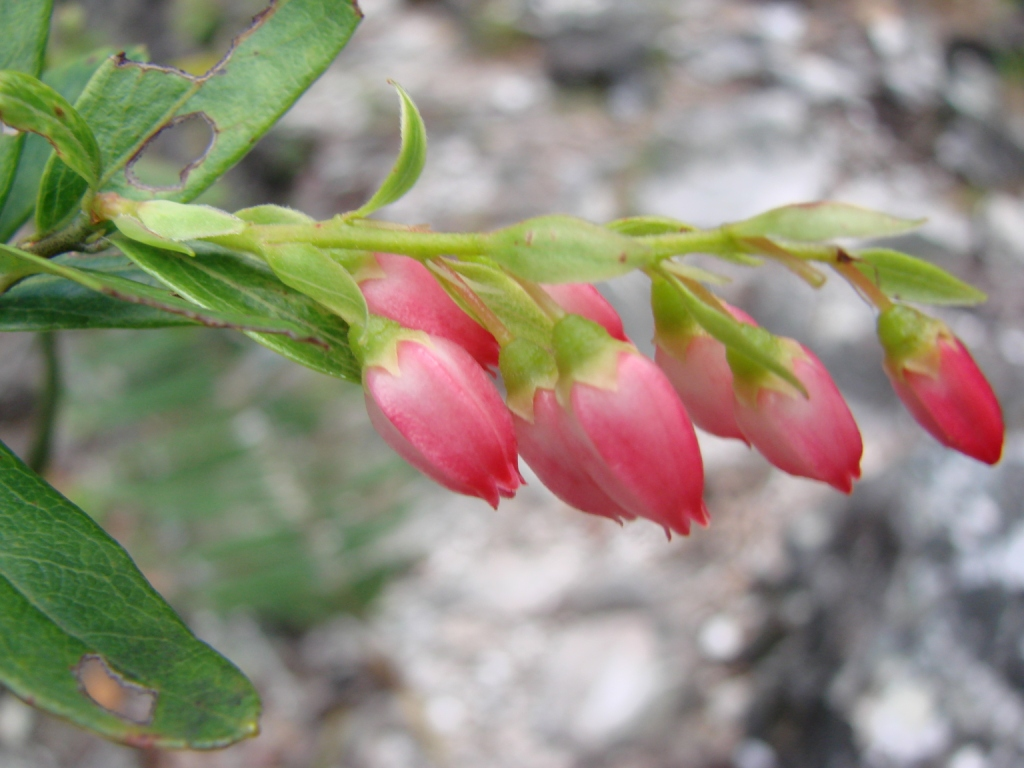